# كولين كوربي
كولين كوربي (بالإنجليزية: Colleen Corby)‏ هي عارضة أمريكية، ولدت في 3 أغسطس 1947 في ويلكس بار في الولايات المتحدة.